# ببر در برابر شیر

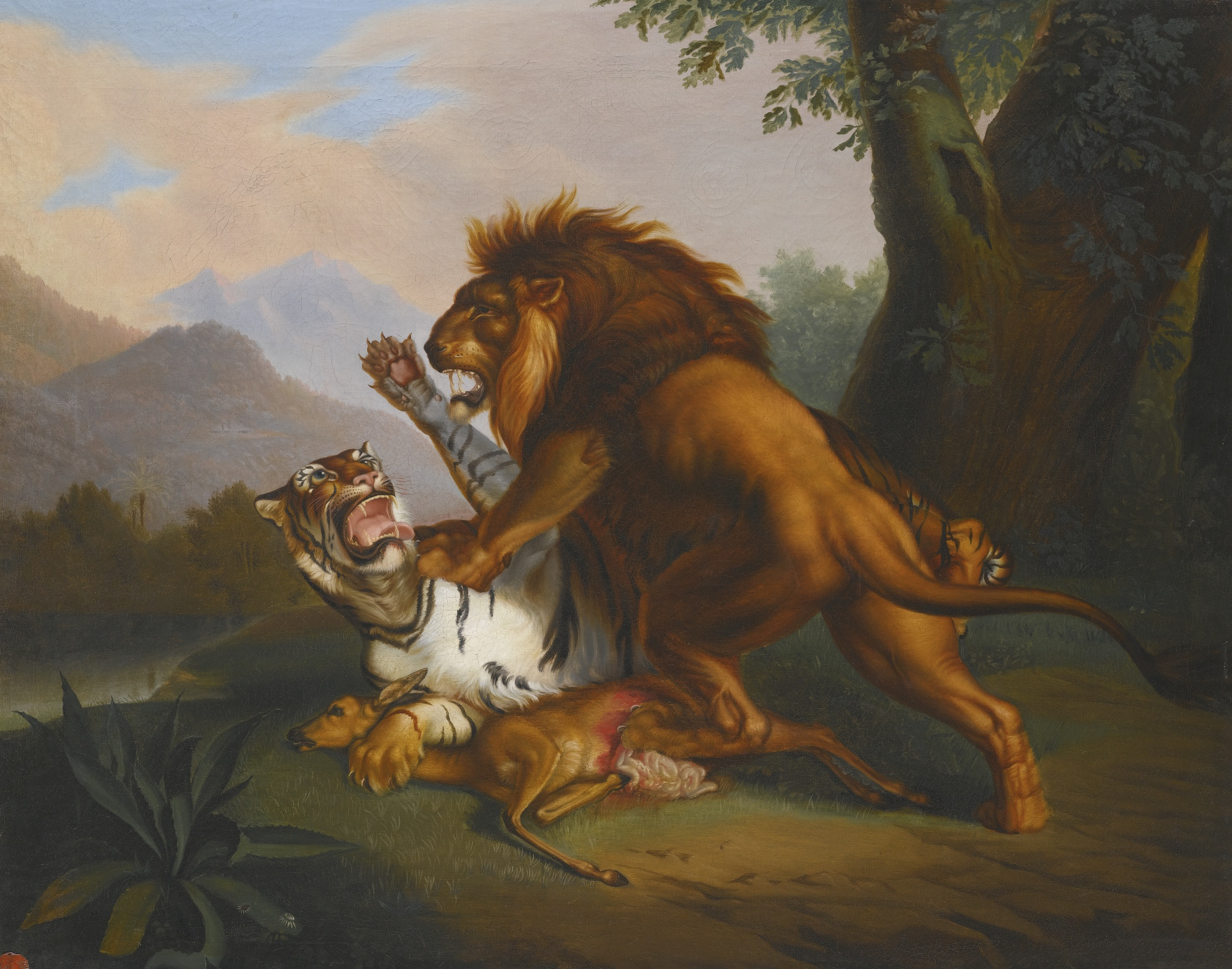
نگاره‌ای از نبرد خونین ببر و شیر

ببر (Panthera tigris) در برابر شیر (Panthera leo)، موضوع مورد بحث شکارچیان، طبیعت‌شناسان، هنرمندان و شاعران بوده‌است و الهام بخش تخیل مردمی در گذشته، طبق گزارش‌ها، شیرها و ببرها در بیابان با هم رقابت می‌کردند، جایی که محدوده‌های آنها در اوراسیا همپوشانی داشت. شایع‌ترین شرایط گزارش شده از دیدن آنها در اسارت است، یا به عمد یا تصادفی.

## اندازه‌ها
ببرها بزرگ‌ترین گربه‌سان هستند و وزن نرها می‌تواند به بیش از ۶۶۰ پوند (۳۰۰ کیلوگرم) برسند. یک ببر سیبری در حال حاضر می‌تواند طولی معادل ۱۰ فوت(۳٫۳ متر) و وزنی حداکثر تا ۲۵۰کیلوگرم داشته باشد. ببرهای نپال و شمال هند به‌طور متوسط بزرگ‌ترین زیرگونهٔ ببر و بزرگ‌ترین گربه‌سان زنده در جهان هستند. نرها وزنی بین ۲۲۰ تا ۲۳۸کیلوگرم میانگین و ماده‌ها تا ۱۶۰کیلوگرم میانگین دارند. از طرفی ببرهای بنگلادش و جنوب هند و سیبری کوچکتر هستند و وزن میانگین آنها از ۱۹۰ تا ۲۲۰کیلوگرم برای نرها و ۱۵۰ کیلوگرم برای ماده‌ها است.
شیرها بعد از ببرها دومین گربه‌سان بزرگ از لحاظ جثه و وزن هستند. شیرهای آفریقایی بزرگ‌تر از همتای آسیایی خود است و می‌تواند به بیش از ۲۵۰ کیلوگرم وزن برسد. شیرهای آفریقایی جنوبی (بوتسوانا و کاتاکا) که بزرگ‌ترین شیرهای حیات وحش هستند میانگین ۱۹۰تا ۲۱۰کیلوگرم نرها و ۱۳۰ تا ۱۵۰کیلوگرم ماده‌ها وزن دارند. در زیرگونه آسیایی، نرها بین ۱۶۰ تا ۱۹۰ کیلوگرم و ماده‌ها بین ۱۰۰ تا ۱۲۰کیلوگرم وزن دارند.

## درگیری‌های دیده‌شده
در سیرک‌های روم باستان، جانوران عجیب و غریب معمولاً در برابر یکدیگر قرار می‌گرفتند، از جمله شیرهای بربری و ببرها. موزاییکی در خانه فاون در پمپئی نبرد بین یک شیر و یک ببر را نشان می‌دهد. روایات مختلفی وجود دارد که کدام یک از این جانوران پیروز شدند. [نیازمند منبع] اگرچه شیرها و ببرها را می‌توان در اسارت با هم در هماهنگی نگه داشت، درگیری‌های مرگباری نیز ثبت شده‌است.
علاوه بر ضبط‌های تاریخی، درگیری‌های بین شیرها و ببرها در قرن ۱۹ و ۲۰ گزارش شده یا حتی توسط دوربین ضبط شده‌است طبق گفته کریگ پکر (۲۰۱۵) همیشه مشخص نبود که کدام گونه مرتباً دیگری را شکست می‌دهد.

### در اسارت
- در سال ۱۸۳۰، یک ببر به یک شیر در یک باغ خانه در تورین، رم حمله کرد. با وجود غافلگیری، شیر ببر را روی پشتش مانور داد و آرواره‌های مرگبار را روی گلویش گرفت.
- در سال ۱۹۱۱، فرانک بوستوک گزارشی از کشتن یک ببر توسط شیری ارائه کرد.
- در سال ۱۹۳۴، یک شیر آفریقایی کاملاً بالغ، مدت کوتاهی پس از تخلیه این جانوران سیرک از قطار و قبل از اینکه مربیان بتوانند آنها را جدا کنند، یک ببر بالغ بنگال را کشت.
- در سال ۱۹۳۷ یک شیر و ببر قوی در باغ وحش آلمان با هم جنگیدند که در نتیجه شیر مرد.
- در ۳ ژوئن ۱۹۴۹، در فیچبورگ، هنگامی که سیرک برادران بیلر به ایستگاه بعدی خود رفت، بقایای یک ببر ۵۰۰ پوندی را پشت سر گذاشت. ببر شب قبل در نبرد وحشیانه با شیر کشته شد.
- در باغ وحش جنوبی پرث در سال ۱۹۴۹، در یک مبارزه سه دقیقه ای بین یک شیر و یک ببر، شیر ببر را کشت. دعوا زمانی رخ داد که ببر سر خود را از طریق یک سرسره متصل کرد. ببر از گلوی شیر گرفت و با کشیدن آن از دهانه، قبل از رسیدن نگهبانان آن را کشت.
- در سال ۱۹۵۶، شیر یال سیاه رومن پروسکه، آخمد به پشت ببری پرید، اما یکی از مربیان با برخورد چنگال به شیر مداخله کرد، ببر در نهایت با یک گاز گرفتن شیر را کشت.
- در سال ۱۹۵۹ مهاراجه گوالیور آزمایش کرد که آیا شیرها علیرغم زوالشان می‌توانند در هند رشد کنند، شیرهای مورد استفاده نمونه‌های آفریقایی بودند و به عنوان خوب تعریف می‌شدند. پس از یک روز، شیر نر در نبرد یکی از ببرها کشته شد، جفت شیرهای قبلی در زمان مرگ شیر منطقه را ترک کرده بودند
- در سپتامبر ۲۰۱۰، یک ببر بنگال در باغ وحش آنکارا از شکافی بین قفس خود و قفس یک شیر گذشت و با یک ضربه پنجه آن را کشت. مقامات گفتند: "ببر رگ گردن شیر را با یک ضربه پنجه خود قطع کرد و جانور را در برکه ای از خون مرد. همچنین گفته می‌شود که ببر یک سال قبل شیر را زخمی کرده بود. با این حال، با وجود گزارش در اخبار محلی در آن زمان، این حادثه تنها در مارس ۲۰۱۱ در رسانه‌های بین‌المللی گزارش شد.

## دیدگاه‌ها
به‌طور کلی، شیر یک جانور اجتماعی است، در حالی که ببر منفرد است، اگرچه گاهی، شیرهای نر از ماده جدا می‌شوند، و ببرها معمولاً برای جفت‌گیری و به ندرت برای شکار معاشرت می‌کنند. سناریوهای متفاوتی در مورد اینکه ببرها شیرها را در دعوا می‌زنند یا برعکس وجود دارد:

### طرفداری از ببر
- کریگ سافو، زیست‌شناس و متولی گربه‌های بزرگ در پارک جانورشناسی ملی در واشینگتن، گفت که نتیجه یک مبارزه کاملاً به افراد، با سبک مبارزه، فیزیولوژی و تاریخچه آن‌ها بستگی دارد، اما او شرط می‌بندد. ببر برنده او همچنین محاسبه کرد که در یک مبارزه، بزرگ‌ترین گربه‌ها - ببرها، جگوارها و شیرها - در برابر گربه‌هایی مانند گربه، پلنگ برفی، پلنگ و یوزپلنگ قرار می‌گیرند. سافو اضافه کرد که از نظر او جالب‌ترین تطابق ممکن است بین ببرهای بنگال با جثه خوب و جگوارهای نر باشد؛ زیرا هر دو تقریباً سرعت، خلق و خو، اندازه و قدرت یکسانی داشتند.

### طرفداری از شیر
- دیو هوور، مربی جانوران سیرک برادران کلاید بیتی کول، اشاره می‌کند که ببرهای زیادی را به دست شیرهای نر از دست داده‌است: «من باید از کشتن شیرهای نر جلوگیری کنم. من باید آنها را از کشتن ببرها بازدارم [... من ببرها را از دست داده‌ام.»  هوور شیرهایی را با ببرهایش جمع کرد: «دو شیر یکی از ببرهایش را هنگام آموزش در اوجوس، فلوریدا، در سال ۱۹۶۶ کشتند»،  و در روزنامه دیگری هوور بیان می‌کند که او در «ممانعت از حمله شیر مشکل دارد». ببر تنها».